# Pfälzische L 2
Die Fahrzeuge der Baureihe L 2 der Pfalzbahn handelt es sich um B-gekuppelte Schmalspur-Tenderlokomotiven der Gattung B n2t. Sie wurden bei der Deutschen Reichsbahn als Baureihe 9900 mit den Betriebsnummern 99 001–005 eingeordnet. Sie trugen die Namen KLINGBACH, REHBACH, GEINSHEIM, FREISBACH und WEINGARTEN und die Pfälzischen Nummern XXIII bis XXVII.

## Beschaffung
Die Beschaffung erfolgte in zwei Baulosen. Mit dem Ersten wurden 1903 zwei Maschinen für die gerade neu eröffnete Lokalbahn Alsenz–Obermoschel beschafft. Das zweite Baulos über drei Maschinen erfolgte 1905 für den Einsatz auf der Lokalbahn Speyer–Neustadt. Die Maschinen wurden zunächst nur auf ihren jeweiligen Stammstrecken eingesetzt. Später gab es aber auch Umsetzungen.

## Verbleib
Nach Gründung der Reichsbahn wurden alle Maschinen übernommen. Dort erhielten sie die Nummern 99 001 bis 99 005. Die erste Lok wurde bereits 1931 ausgemustert, die letzte 1945.

## Konstruktion

### Rahmen
genieteter Blechrahmen, der vordere Teil als Wasserkasten ausgeführt.

### Kessel
Die Lokomotiven hatten einen zweischüssigen, genieteten Langkessel, der Dampfdom mit Federwaagen-Sicherheitsventil saß auf dem ersten Kesselschuss. Der Kesseldruck betrug 12 atü.

### Laufwerk
An vier Punkten abgestützt mit Einzelfederung, Federn oberhalb des Laufblechs. Treib- und Kuppelraddurchmesser 855 mm.

### Triebwerk
Zweizylinder-Nassdampftriebwerk, Antrieb auf die zweite Kuppelachse.

### Steuerung
Außenliegende Stephenson-Steuerung mit geneigten Flachschiebern.

### Bremse
Saugluftbremse der Bauart Körting, Wirkung beide Kuppelachsen einseitig von vorn.

### Vorräte
Mitgeführt wurden von den Maschinen 1,4 m³ Wasser und 0,6 t Kohle.

## Lokomotivnummern
| Herstelldaten | Herstelldaten | Herstelldaten | Herstelldaten | Nummern je Epoche     | Nummern je Epoche     | Nummern je Epoche | Nummern je Epoche | Zusatzinformationen | Zusatzinformationen |
| Lfd. Nr.      | Her- steller  | Bau- jahr     | Fabr.- nummer | Pfalzbahn / K.B.Sts.B | Pfalzbahn / K.B.Sts.B | DRG Betriebs-Nr.  | DRG Betriebs-Nr.  | Ausge- mustert      |                     |
|               |               |               |               | Bahn-Nr.              | Name                  | (vorläufig)       | (endgültig)       |                     |                     |
| ------------- | ------------- | ------------- | ------------- | --------------------- | --------------------- | ----------------- | ----------------- | ------------------- | ------------------- |
| 1             | Krauss        | 1903          | 4920          | XXIII                 | KLINGBACH             | 99 001            | 99 001            | 12.1.1946           |                     |
| 2             | Krauss        | 1903          | 4921          | XXIV                  | REHBACH               | 99 002            | 99 002            | < 1935              |                     |
| 3             | Krauss        | 1905          | 5198          | XXV                   | GEINSHEIM             | 99 003            | 99 003            | < 1931              |                     |
| 4             | Krauss        | 1905          | 5199          | XXVI                  | FREISBACH             | 99 004            | 99 004            | < 1945              |                     |
| 5             | Krauss        | 1905          | 5200          | XXVII                 | WEINGARTEN            | 99 005            | 99 005            | < 1935              |                     |